# Ounout
Ne doit pas être confondu avec Nout.
Pour l’article ayant un titre homophone, voir la ville d'Arménie Hunut.
Ounout est une une déesse égyptienne préhistorique de la mythologie égyptienne.
À l'origine, elle avait la forme d'un serpent et était appelée « La rapide ». Elle vient de la XVe province de Haute-Égypte, le « nome du Lièvre » (appelé « Ounet » (wnt) en égyptien). Elle était vénérée avec Thot dans sa capitale Hermopolis. Plus tard, elle est représentée avec un corps de femme et une tête de lièvre. Elle est intégrée au culte d'Horus et plus tard celui de Rê.
Son parèdre est Ouenenou, qui était parfois considéré comme une forme d'Osiris ou de Rê.
Son nom peut être représenté par cinq hiéroglyphes différents, mais elle apparaît rarement dans la littérature et les inscriptions. Son nom n'a été porté à la plus haute position royale qu'une seule fois dans la longue histoire de l'Égypte antique. Le seul roi portant le début de son nom est Ounas.